# ریکنباخ (بادن-وورتمبرگ)
ریکنباخ (به آلمانی: Rickenbach) یک شهر در آلمان است که در Waldshut واقع شده‌است. ریکنباخ ۳٬۸۶۰ نفر جمعیت دارد.